# Ephrem I.
Ephrem (russisch Ефрем) war ein russisch-orthodoxer Bischof. Er war Bischof von Nowgorod (1030–1034) und Metropolit von Kiew (1054/1055–um 1065).
Über sein Leben ist wenig bekannt. Ephren stammte wahrscheinlich aus der Familie des byzantinischen Kaisers.
1030 wurde er Bischof von Nowgorod. 1034 wurde ein Nachfolger gewählt.
1054 oder 1055 wurde er zum Metropoliten von Kiew ernannt. In diesem Jahr lud Ephrem Bischof Luka Schidjata von Nowgorod vor und ließ ihn im Höhlenkloster internieren.  Nach drei Jahren musste er ihn freilassen.
Ephrem weihte eventuell die Sophienkathedrale von Kiew neu.
Sein Todesjahr ist nicht bekannt.